# Râmnicu Vâlcea
Râmnicu Vâlcea (scritto anche Rîmnicu Vîlcea, [ˈrɨmniku ˈvɨlʧe̯a]) è un municipio della Romania di 98 776 abitanti, capoluogo del distretto di Vâlcea, nella regione storica dell'Oltenia. 

## Geografia fisica
Il municipio di Râmnicu Vâlcea si trova nell'area centro-meridionale della Romania, nella parte nord-orientale della regione storica dell'Oltenia. Situata ai piedi delle Alpi Transilvaniche, dista circa 12 km dai Monti Cozia e circa 40 km dai Monti Făgăraș. Il municipio è situato sulla riva destra del fiume Olt e si trova a un'altitudine di 240-260 m. Confina a est coi comuni di Budești e Golești, a nord coi comuni di Bujoreni e Dăești, a ovest col comune di Vlădești e con la città di Ocnele Mari, e a sud con la città di Băbeni.
Il clima che caratterizza Râmnicu Vâlcea è di tipo continentale temperato.
Inoltre, si trova lungo il 45º parallelo nord (esattamente, 45º06'N), equidistante dall'equatore e dal polo nord.

## Origini del nome
Il termine râmnic in paleoslavo significava "pesce", mentre il termine vâlcea è diminutivo di "valle". In lingua romena râmnic o râbnic rimanda a un laghetto o stagno nei pressi di un fiume. Sotto il Principato di Valacchia la città era nota come Râmnic de pe Olt per distinguerla da Râmnicu Sărat, situata in Muntenia, mentre la denominazione Râmnicu Vâlcea è stata introdotta solo in epoca moderna.

## Storia

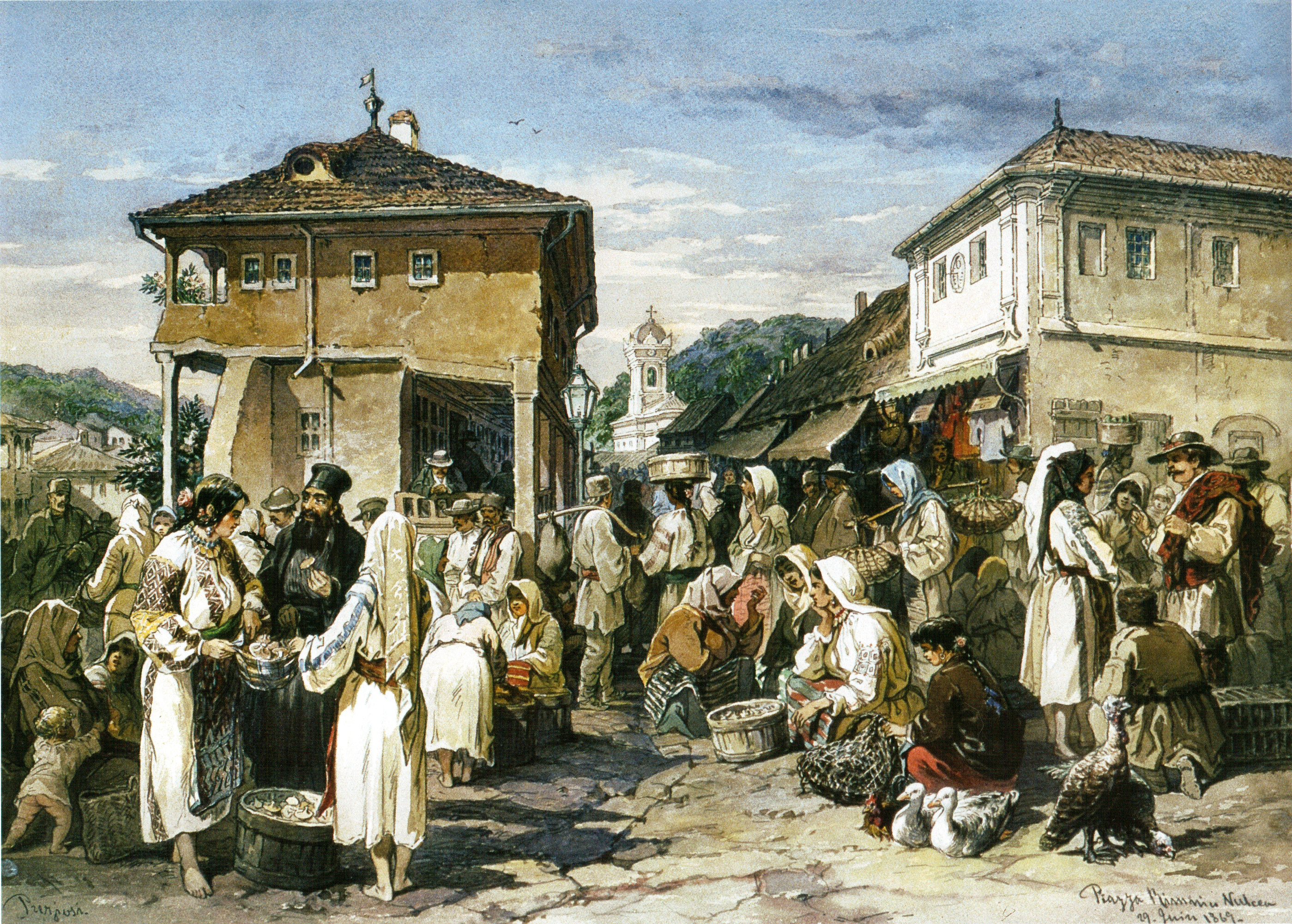
Scena di mercato a Râmnicu Vâlcea, opera del 1869 di Amedeo Preziosi.

L'area sulla quale sorge Râmnicu Vâlcea è stata abitata, grazie alla sua posizione geografica, sin dai tempi dei Daci e dell'Impero romano, ed era lungo le vie d'accesso alla regione utilizzate dall'esercito romano guidato dall'imperatore Traiano nel corso della conquista della Dacia. Traiano prima e Adriano dopo realizzarono una serie di linee difensive fortificate, note come limes, e lungo la valle del fiume Olt (chiamato Alatus dai Romani) venne realizzato il limes Alutanus. Venne realizzato il forte ausiliario di Buridava, ora parte del villaggio di Stolniceni, che è sotto l'amministrazione del municipio di Râmnicu Vâlcea.
La prima menzione dell'esistenza di Râmnicu Vâlcea risale all'atto emesso il 20 maggio 1388 dal principe di Valacchia Mircea il Vecchio, col quale confermava al monastero di Cozia la proprietà di un mulino e di un vigneto presso il villaggio di Râmnic. In un secondo documento, risalente al 4 settembre 1389, lo stesso principe parlava di Râmnic come "città del mio principato". Tra il 1503 e il 1504 l'arcidiocesi della Chiesa ortodossa, che aveva inizialmente sede a Severin, venne spostata prima a Strehaia e poi, infine, a Râmnic, a causa delle incursioni degli ungheresi. Quando Severin tornò sotto il controllo del principato di Valacchia, l'arcidiocesi mantenne la sede a Râmnic, ma prese la denominazione di arcidiocesi di Râmnicu Noul Severin.

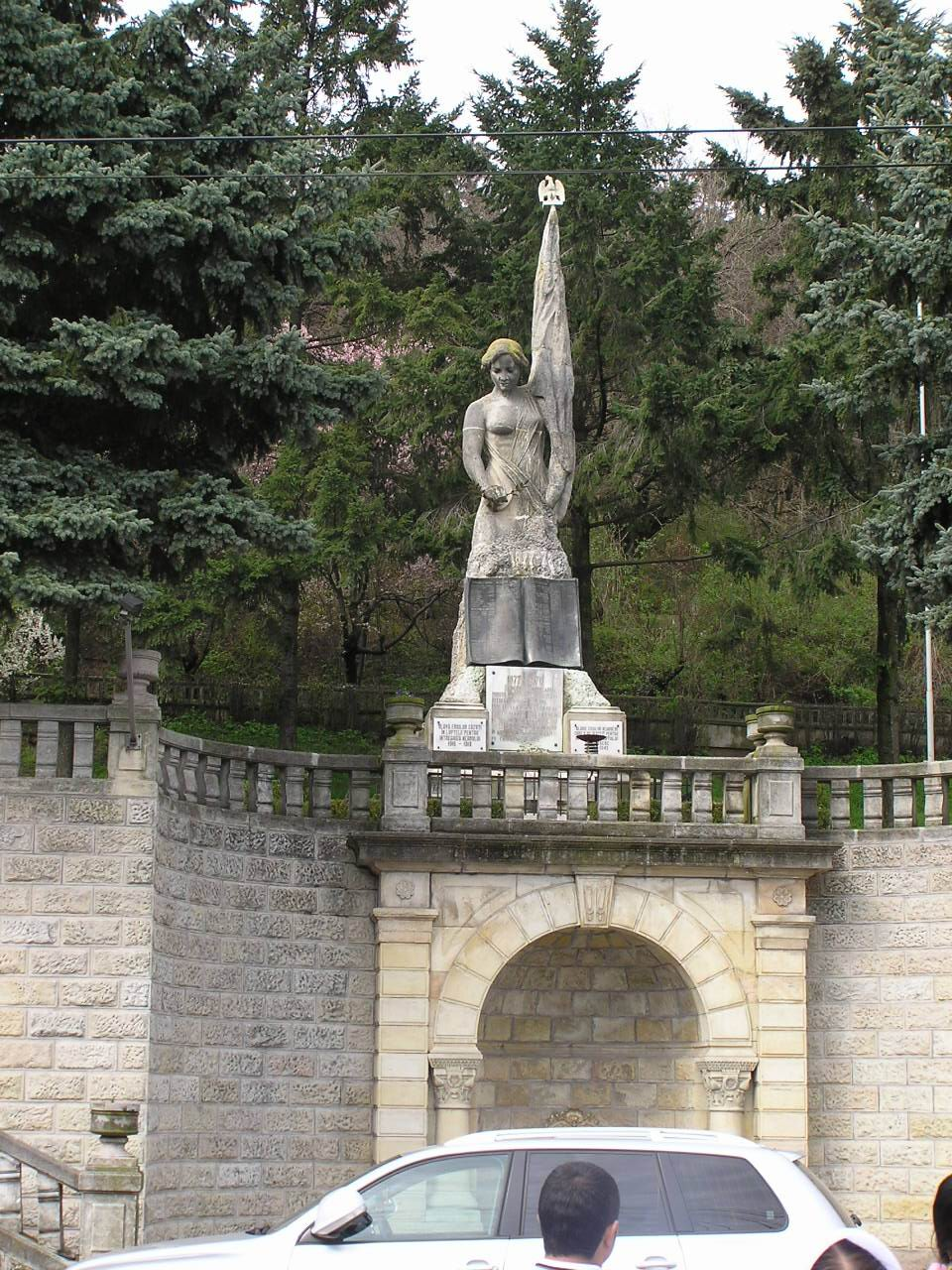
Monumento alla guerra d'indipendenza rumena, eretto nel 1915.

Il 2 gennaio 1529 il principe di Valacchia, passata alle dipendenze dell'impero ottomano già da un secolo, Radu V de la Afumați e il figlio Vlad, in fuga da una rivolta di boiardi capeggiati da Neagoe e Drăgan, vennero raggiunti presso Râmnic e uccisi per decapitazione nell'eremo di Cetățuia. Nel corso del XVI secolo a Râmnic soggiornò anche il principe Pătrașcu cel Bun, il quale diede il via al mercato settimanale e iniziò la costruzione della chiesa dedicata a santa Parascheva, edificio che venne poi completato trent'anni dopo la sua morte (1557) dal figlio Michele il Coraggioso. Durante il XVII secolo, sotto il regno dei principi Matei Basarab e Constantin Brâncoveanu, Râmnic divenne un importante centro culturale e venne costruita la prima cartiera della Valacchia. L'industria cartaria conobbe un rapido sviluppo grazie a Constantin Brâncoveanu e al vescovo metropolita Antim Ivireanul, divenendo così uno dei più grandi centri di stampa della regione.
Anche a Râmnicu Vâlcea vennero organizzati sollevamenti popolari nel corso dei moti rivoluzionari del 1848. Il 29 luglio dello stesso anno nella zona della città, poi diventata parco Zăvoi, i rivoluzionari si riunirono per cantare per la prima volta Deșteaptă-te, române! (in italiano, "Risvegliati, romeno!"), canto patriottico, divenuto inno nazionale della Romania nel 1990. Il canto era stato scritto dal poeta Andrei Mureșanu e la musica composta da Anton Pann. Dopo che l'esercito ottomano destituì il governo rivoluzionario insediatosi a Bucarest, il generale Gheorghe Magheru si rifiutò di accettare la sconfitta e si ritirò con le sue truppe rivoluzionario in Oltenia, stabilendo il suo accampamento a Râureni, nei pressi di Râmnicu Vâlcea.

## Monumenti e luoghi d'interesse

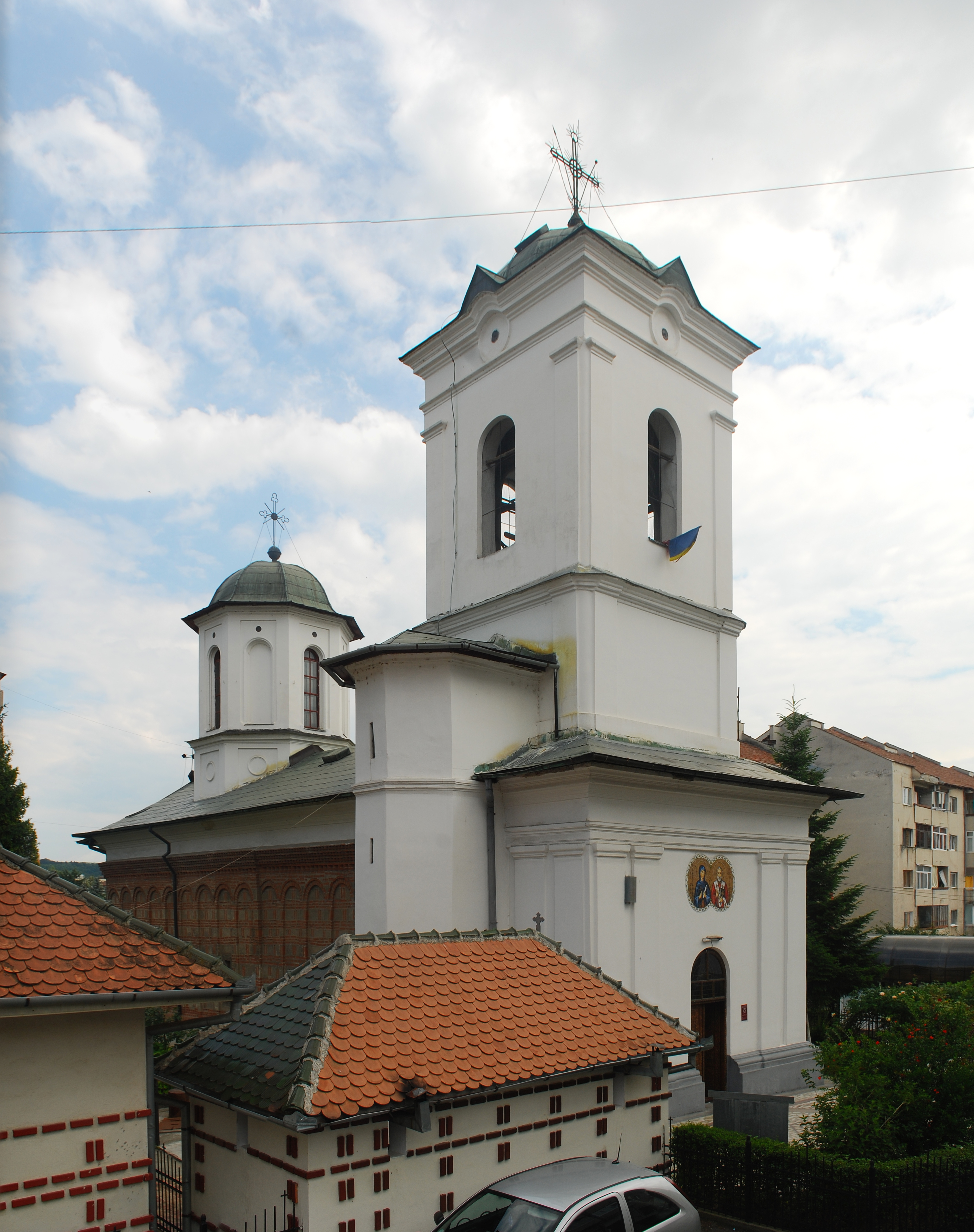
Chiesa di santa Parascheva.

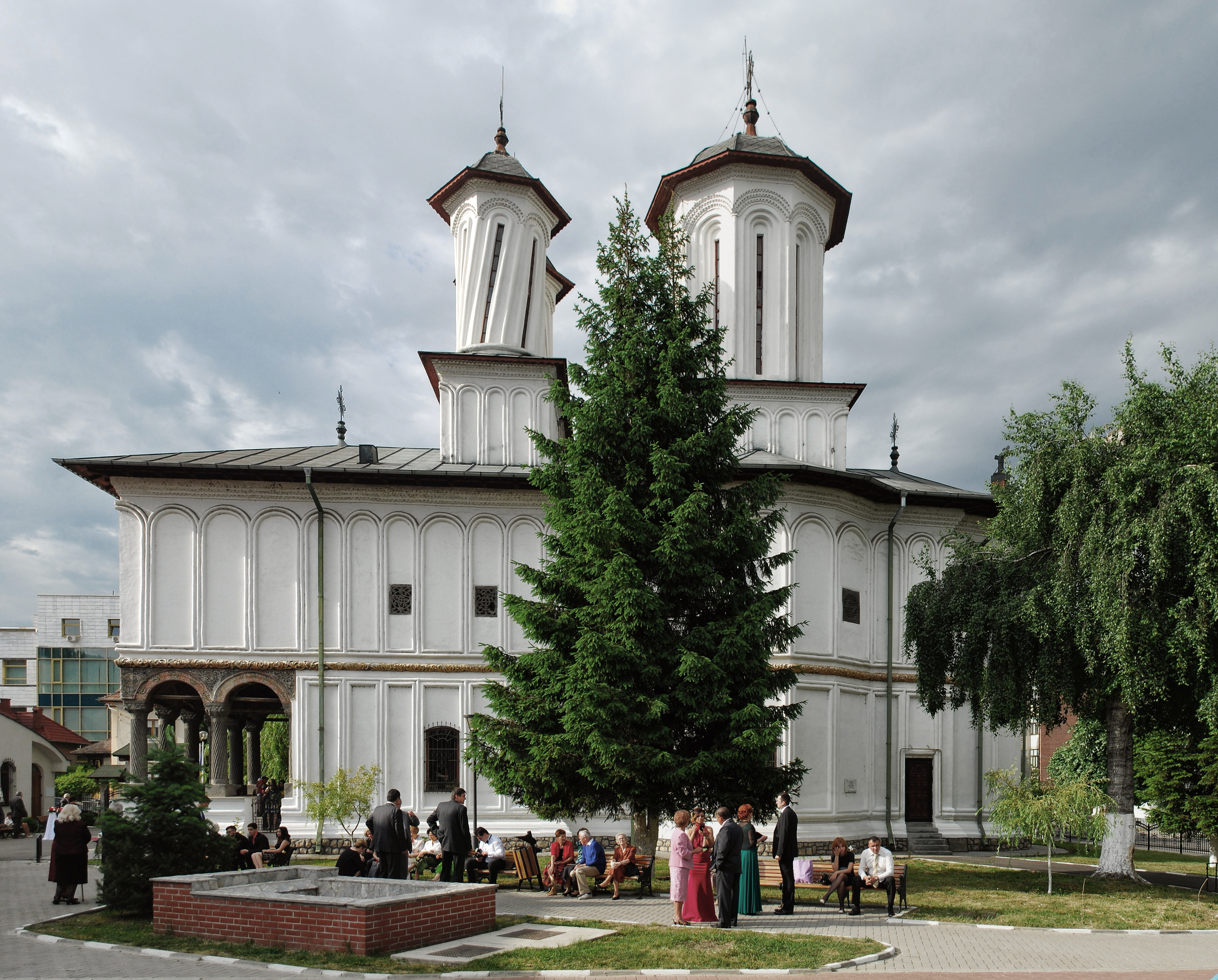
Chiesa di Ognissanti.

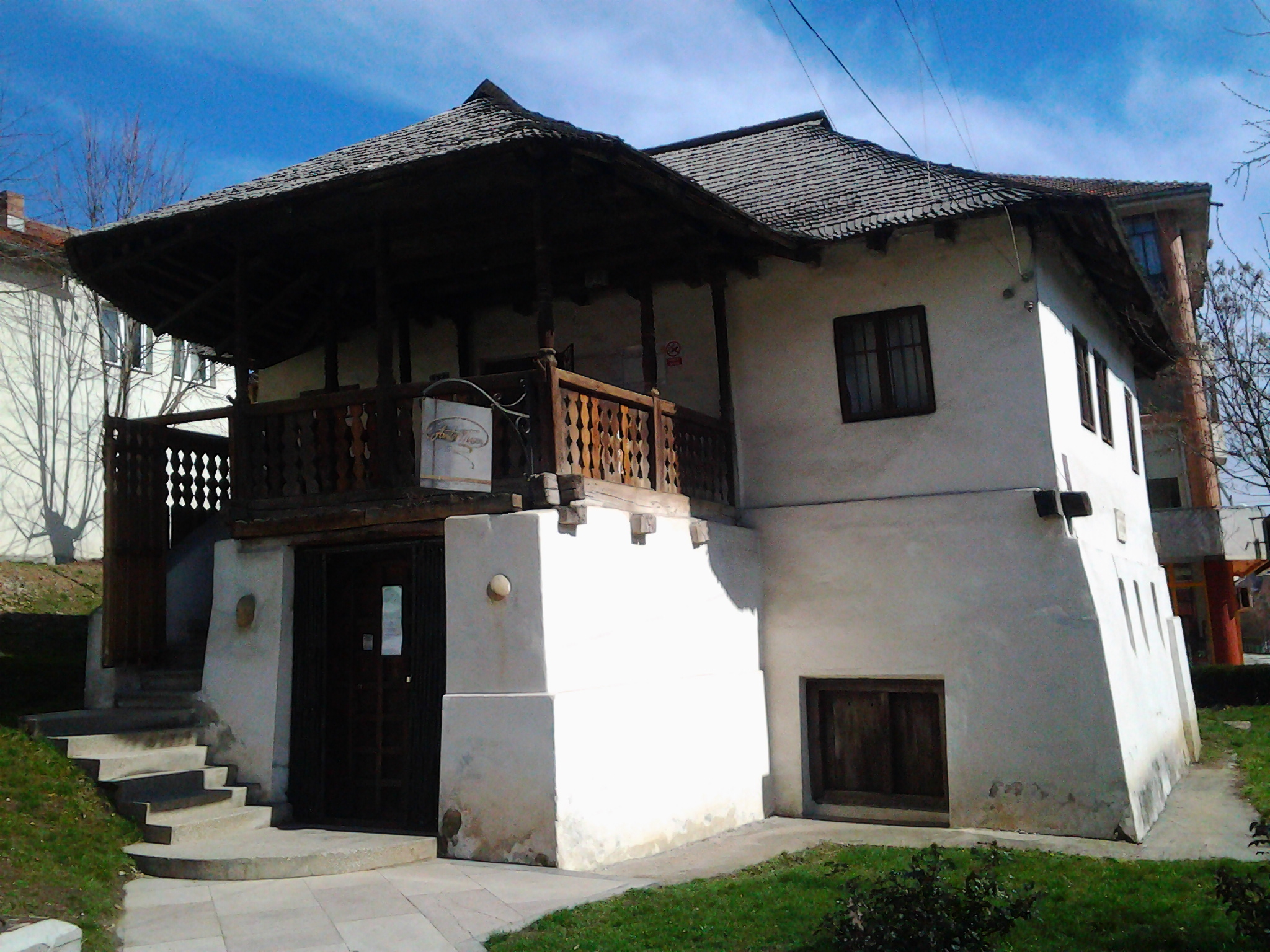
Casa memoriale di Anton Pann.

Nella città di Râmnicu Vâlcea sono presenti numerose chiese e luoghi di culto, dei quali almeno 13 sono stati eretti precedentemente al XX secolo.
- Palazzo vescovile, costruito nel 1749, ma ricostruito dopo l'incendio del 1847 che colpì tutta la città. La chiesa cattedrale annessa sorge sopra una più antica chiesa, risalente alla fine del XVI secolo.
- Chiesa di Ognissanti, costruita tra il 1762 e il 1764. In questa chiesa il 20 giugno 1848, con la presenza in città del generale Gheorghe Magheru, vennero benedette le bandiere rivoluzionarie.
- Chiesa di santa Parascheva, la cui costruzione venne avviata nel 1557 dal principe Pătrașcu cel Bun e completata trent'anni dopo dal figlio Michele il Coraggioso. Si tratta dell'edificio più antico della città.
- Chiesa di san Demetrio, costruita presumibilmente nell'inizio del XIX secolo sulla base di una precedente chiesa della comunità francescana.
- Chiesa dell'Annunciazione, la cui prima costruzione risale o all'inizio del XV secolo o alla metà del XVI secolo. Venne ricostruita dopo essere stata bruciata durante la Guerra austro-turca del 1716-1718.
- Chiesa cattolica di sant'Antonio, costruita tra il 1723 e il 1724, ma ricostruita tra il 1857 e il 1860 a seguito del terremoto del 1838.
- Eremo di Cetățuia, costruito fuori città nel 1525 dal principe Radu V de la Afumați, che venne ucciso assieme al figlio Vlad nello stesso eremo dai boiardi rivoltosi nel 1529. Venne ricostruito dal voivoda Șerban Cantacuzino tra il 1677 e il 1680.
- Eremo di Inăteşti, costruito nel 1751 ed esempio di architettura romena.

Nella prima metà del XX secolo la città era conosciuta come "città dei pensionati" per gli ampi spazi verdi e la quiete del posto. Il successivo processo di urbanizzazione attuato dal regime comunista portò allo stravolgimento della città, con la demolizione di case antiche e la loro sostituzione con blocchi di edifici residenziali. Alcuni degli ampi viali alberati e dei parchi vennero mantenuti. Il principale parco cittadino è il parco Zăvoi, uno dei più antichi del Paese, essendo stato creato il 9 agosto 1850 per decreto del principe Barbu Dimitrie Știrbei. Nel parco si trova la fontana Turbatu, attorno alla quale nel 1848 venne cantato per la prima volta Deșteaptă-te, române!, il canto patriottico che nel 1990 divenne l'inno nazionale della Romania. Nel centro città è presente il parco intitolato al principe Mircea il Vecchio, all'interno del quale è presente una statua dedicata allo stesso principe. Non lontano dal parco è presente il monumento alla guerra d'indipendenza rumena, eretto nel 1915 e opera dello scultore Ioan Iordănescu.
Sono presenti in città un museo di storia e un museo d'arte, all'interno del quale è presente una mostra permanente di opere di pittura rumene. La casa memoriale di Anton Pann è dedicata al compositore che aveva scritto la musica del canto Deșteaptă-te, române! e venne realizzata a metà del XIX secolo.

## Geografia antropica
Fanno parte dell'area amministrativa anche 13 villaggi: Aranghel, Căzănești, Copăcelu, Dealu Malului, Fețeni, Goranu, Lespezi, Poenari, Priba, Râureni, Săliștea, Stolniceni e Troian.

## Economia
La nascita e la crescita dell'industria cartaria e della tipografia nel XVII secolo portarono un primo sviluppo economico alla città di Râmnicu Vâlcea. Grazie al principe di Valacchia Constantin Brâncoveanu e al vescovo metropolita Antim Ivireanul, la città divenne rapidamente un centro culturale molto attivo, non solo per la regione, ma anche per le aree limitrofe, assumendo anche un posto di rilievo nello sviluppo della cultura e della letteratura serba. Lo storico Nicolae Iorga ribattezzò la città come la "capitale delle tipografie" per il ruolo che ebbe nella trasformazione socio-culturale della regione nel corso del XVIII secolo. Dalle tipografie del centro della Vâlcea uscirono svariati testi che contribuirono alla diffusione della lingua e della grammatica romena, e grazie alla posizione geografica favorevole i testi si diffusero lungo le vie commerciali e nelle fiere della Valacchia, in Transilvania e in tutto il Banato. La qualità dei libri era talmente apprezzata che le successive tipografie che si svilupparono in Transilvania dichiaravano di usare lo stile tipografico valacco come riferimento.
Nel 1966 venne costruito lungo la sponda orientale del fiume Olt a sud della città uno stabilimento di industria chimica, chiamato Combinatul Chimic Râmnicu Vâlcea. Lo stabilimento poteva sfruttare la presenza nei dintorni di miniere di carbone, sale e calcare, di pozzi petroliferi e la connessione coi porti lungo il Danubio, nonché la connessione col petrolchimico della vicina città di Pitești. Nel 1990 l'azienda venne trasformata in una società per azioni e il nome cambiato in Oltchim. La società andò in bancarotta nel giugno 2019.
Negli anni 2010 la città divenne famosa per l'elevata presenza di hacker che colpivano con truffe soprattutto gli Stati Uniti, tanto che la città venne ribattezzata dai media statunitensi come la Silicon Valley del furto su internet.

## Infrastrutture e trasporti
Essendo situata in un punto geografico della Romania quasi centrale, Râmnicu Vâlcea è un punto d'incontro di tre importanti strade nazionali (DN7, DN64 e DN67) e vi passa anche la strada europea E81. Grazie a queste arterie stradali, la città ha un collegamento diretto con Bucarest, Pitești, Sibiu, Cluj, Oradea e Budapest attraverso la E81; con la città di Târgu-Jiu tramite la DN67 e con le città di Drăgășani e Caracal tramite la DN64.
La stazione ferroviaria di Râmnicu Vâlcea si trova lungo la linea numero 201 che collega Sibiu con Piatra Olt lungo una direttrice nord-sud. Gli aeroporti a uso civile più vicini alla città sono l'aeroporto di Sibiu, distante un centinaio di chilometri verso nord, e l'aeroporto di Craiova, distante circa 120 chilometri verso sud.

## Sport
La principale società sportiva della città è l'SCM Râmnicu Vâlcea, società di pallamano femminile, erede del CS Oltchim Râmnicu Vâlcea fallito nel 2013, e vincitrice del campionato rumeno per 20 volte in trent'anni e della coppa nazionale per 14 volte, nonché vincitrice di quattro coppe europee.
A livello calcistico la principale società cittadina è stata il Chimia Râmnicu Vâlcea, attiva dal 1946 al 2004, che vinse un'edizione della Coppa di Romania negli anni settanta, partecipando così alla Coppa delle Coppe 1973-1974, ma fermandosi già ai sedicesimi di finale. Dal 2004 al 2017 è stato attivo il CSM Râmnicu Vâlcea, che ha disputato alcune stagioni in Liga II, secondo livello del campionato rumeno di calcio.